# 沐昆
沐昆（1482年—1519年），字元中，號玉岡，沐英六世孙，祖籍河南定遠（今安徽），明朝军事人物。

## 生平
沐昆是沐昂玄孙、沐僖曾孫、沐瓚之孙、沐诚之子。沐昆初袭锦衣衛指挥佥事。他的叔祖父沐琮抚为後嗣，朝议以沐昆是西平侯裔孙当嗣侯，雲南守臣稱滇人知黔国公不知西平侯，封西平侯恐怕被他們看轻。明孝宗深以为然，弘治十年（1497年）十月，令沐昆嗣黔国公，佩印如故。弘治十二年（1499年）沐昆平定龟山、竹箐诸蛮，平普安盜匪，再次增加年俸。正德二年（1507年），师宗之民阿本作乱，沐昆与都御史吴文度督兵分师宗、罗雄、弥勒三道，在别遣一军埋伏在盘江，大破阿本。正德七年（1512年），安南长官司那代争袭，杀土官，沐昆再和都御史顾源讨擒那代，被明武宗加太子太傅。沐昆初喜好文学，自矜厉，后來赂权貴，所请都有所得。自傲欺凌雲南三司，使他們从角门而入。诸言官彈劾他，都得罪而去。正德十四年（1519年）六月，沐昆卒，赠太师，谥庄襄。娶广德公主与駙馬都尉樊凯之女樊氏，子沐绍勋。